# Glaucó d'Atenes
Glaucó (en llatí Glaucon, en grec antic Γλαύκων) fou un polític i militar atenenc que menciona Teles.
Sembla que es va destacar en la llarga lluita dels atenencs contra Antígon II Gònates (la coneguda com a guerra de Cremònides, el 263 aC). Acabada la lluita va fugir amb Cremònides a la cort de Ptolemeu II Filadelf (284 aC-246 aC) on va ser rebut amb grans honors i va ser conseller del rei egipci. Hans Droysen el suposa el mateix personatge que menciona Piterm (Pythermus) com a tirà del Pireu, però Connop Thirlwall diu que aquesta notícia es refereix a un dels Trenta Tirans d'Atenes, 140 anys abans.